# Ante Gotovina
Ante Gotovina, hrvaški general, * 12. oktober 1955, Tkon, Hrvaška.
Gotovina je nekdanji hrvaški general, ki je sodeloval v vojaških operacijah na Hrvaškem med letoma 1991 in 1995. Med letoma 1992 in 1996 je bil poveljnik splitskega operativnega območja. Leta 2000 ga je takratni hrvaški predsednik Stjepan Mesič prisilno upokojil. Od leta 2001, ko je bila za njim izdana tiralica Mednarodnega sodišča za vojne zločine na območju nekdanje Jugoslavije (ICTY) zaradi zločinov proti človeštvu in vojnih zločinov, ki so jih storile njegove enote med in po operaciji Nevihta, je bil Gotovina na begu. Njegova izročitev haaškemu sodišču je v tem času postala glavna zahteva Evropske unije za začetek pristopnih pogajanj s Hrvaško. 7. decembra 2005 je bil Gotovina aretiran na Kanarskih otokih. 15. aprila 2011 je sodišče razglasilo sodbo (na prvi stopnji) in sicer je bil Gotovina spoznan za krivega ter obsojen na 24 let zaporne kazni. Pritožbeni senat je 16. novembra 2012 ugodil pritožbi in sodbo na prvi stopnji razveljavil in osvobodil Gotovino ter soobtoženega generala Mladena Markača.

## Življenjepis
Gotovina je bil pripadnik francoske tujske legije, leta 1990 se je vrnil na Hrvaško in prevzel poveljstvo nad oboroženimi silami. 1992 je bil povišan v brigadirja in je bil poveljujoči častnik splitskega vojaškega območja. 1994 je bil povišan v generalmajorja: naslednje leto je poveljeval operaciji Nevihta. Leta 1996 je bil postavljen za načelnika inšpektorata Hrvaške vojske. Odpuščen je bil 2000.
Leta 2001 je ICTY podal ovadbo in nalog za aretacijo zoper njega, a je izginil. Štiri leta se je skrival; domnevali so, da se skriva na območju Hrvaške s tiho privolitvijo oblasti oz. ilegalno v Italiji. 7. decembra 2005 so ga španske oblasti ujele na Kanarskih otokih (Španija)..
Njegova predaja mednarodnemu sodišču je bil (pred njegovo aretacijo) eden izmed pogojev, ki jih je morala izpolniti Hrvaška, da bi se lahko pridružila EU.
- RTV SLO